# Junior Eurovision Song Contest 2007
La quinta edizione del Junior Eurovision Song Contest si è svolta l'8 dicembre 2007 presso l'Ahoy di Rotterdam, nei Paesi Bassi.
Il concorso si è articolato in un'unica finale condotta da Sipke Jan Bousema e Kim-Lian van der Meij, ed è stato trasmesso in 21 paesi (inclusa l'Australia). La durata totale del concorso è stata di 2 ore e 15 minuti.
In questa edizione hanno debuttato l'Armenia, la Bulgaria, la Georgia e la Lituania. Mentre la Croazia e la Spagna, le vincitrici rispettivamente della prima e della seconda edizione del concorso, hanno annunciato il proprio ritiro.
A partire da quest'edizione la fascia d'età di partecipazione viene ridotta, infatti solo gli artisti di età compresa tra i 10 e 15 sono ammessi al concorso.
Il vincitore è stato Aljaksej Žyhalkovič per la Bielorussia con S druz'jami.

## Organizzazione
Come è già accaduto nell'edizioni precedenti, l'Unione europea di radiodiffusione (UER), ha annunciato che sarebbero state le emittenti interessate a presentare una candidatura per organizzare la manifestazione.
Il 13 luglio 2006, è stato annunciato che i Paesi Bassi con l'emittente nazionale AVRO avrebbe avuto l'onore di organizzare la manifestazione, battendo le candidature della Croazia (HRT) e quella di Cipro (CyBC).

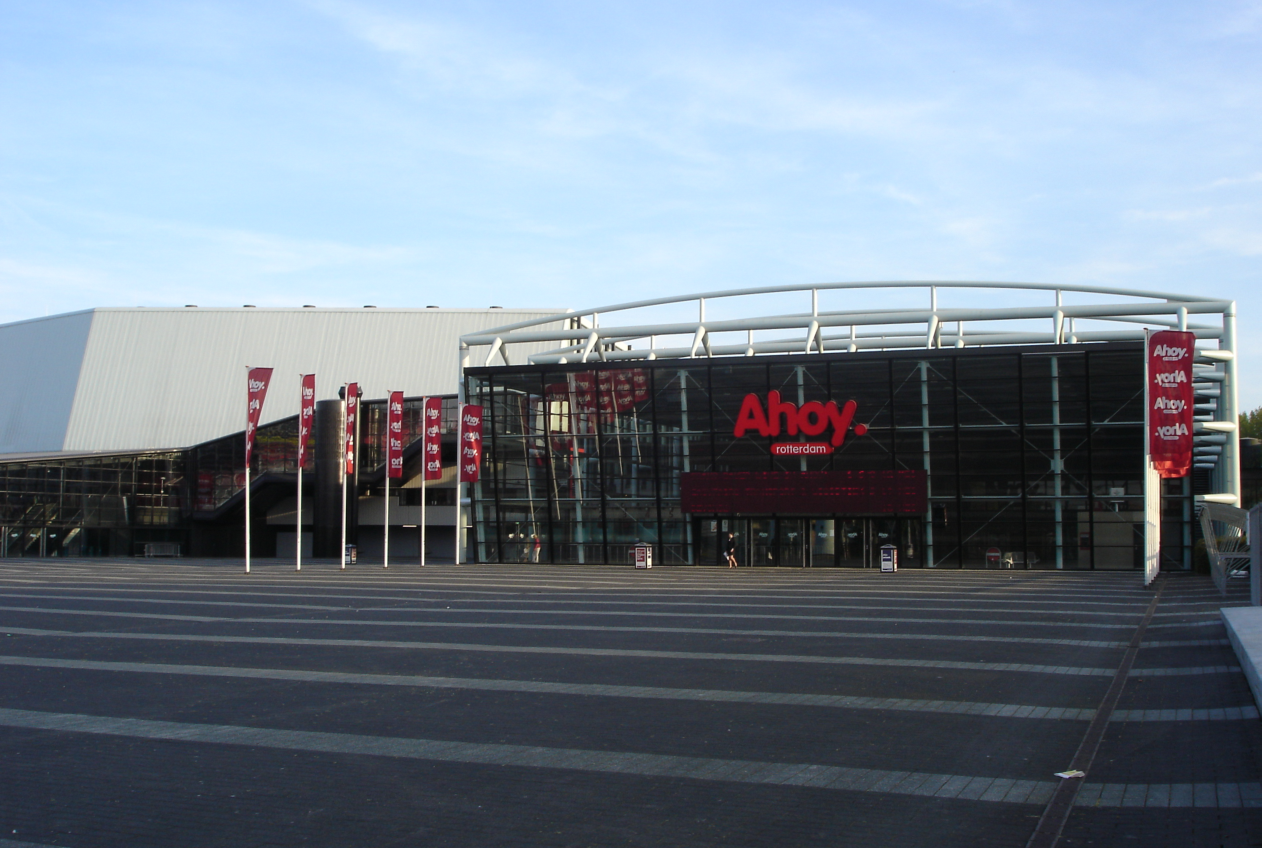
L'Ahoy Rotterdam, sede del Junior Eurovision Song Contest 2007.

### Scelta della sede
L'11 settembre 2006, AVRO confermò che la sede sarebbe stata l'Ahoy Rotterdam, arena ed uno tra maggiori centro congressi del paese, collocato nel centro della città di Rotterdam. Successivamente l'emittente olandese ha annunciato che sarebbero stati stanziati 2 milioni di euro come quota budget per la manifestazione.

### Presentatori
I presentatori incaricati di condurre l'evento sono stati: Sipke Jan Bousema e Kim-Lian van der Meij.
- Sipke Jan Bousema è un presentatore televisivo olandese. Ha condotto molti programmi televisivi sull'emittente AVRO, tra cui il Junior Songfestival 2006, selezione nazionale per il Junior Eurovision Song Contest. Inoltre dal 2002 è ambasciatore dell'UNICEF.
- Kim-Lian van der Meij è una cantante e presentatrice olandese. Ha iniziato la sua carriera televisiva conducendo il programma musicale Kids Top 20 su Jetix. Nello stesso anno avvia la sua carriera musicale con i singoli di successo Teenage Superstar e Hey Boy!.

## Stati partecipanti

Stati partecipanti
Stati che hanno partecipato in passato ma non nel 2007

Stati partecipanti
     Stati che hanno partecipato in passato ma non nel 2007
| Stato                       | Artista                                   | Brano                 | Lingua     | Processo di selezione                                     |
| --------------------------- | ----------------------------------------- | --------------------- | ---------- | --------------------------------------------------------- |
| Armenia                     | Arevik                                    | Erazanq               | Armeno     | Interno                                                   |
| Belgio                      | Trust                                     | Anders                | Olandese   | Junior Eurosong 2007, 29 settembre 2007                   |
| Bielorussia                 | Aljaksej Žyhalkovič                       | S druz'jami           | Russo      | Junior Eurosong 2007                                      |
| Bulgaria                    | Bon-Bon                                   | Bonbonlandija         | Bulgaro    | Nacionalen final 2007, 29 settembre 2007                  |
| Cipro                       | Giōrgos Iōannidīs                         | I mousikī dinei ftera | Greco      | Ethnikos Telikos 2007, 29 settembre 2007                  |
| Georgia                     | Mariam Romelashvili                       | Odelia Ranuni         | Georgiano  | Junior Eurovision 2007, 5 ottobre 2007                    |
| Grecia                      | Made in Greece                            | Kapou berdevtīka      | Greco      | Eurovision Junior 2007, 21 ottobre 2007                   |
| Lituania                    | Lina Joy                                  | Kai miestas snaudžia  | Lituano    | Mažųjų žvaigždžių ringas 2007, 21 ottobre 2007            |
| Macedonia                   | Rosica Pilavkovikj & Dimitar Stojmenovski | Ding Ding Dong        | Macedone   | Junior EuroSong 2007                                      |
| Malta                       | Cute                                      | Music                 | Inglese    | Junior Song For Europe 2007                               |
| Paesi Bassi (organizzatore) | Lisa, Amy & Shelley                       | Adem in, adem uit     | Olandese   | Junior Songfestival 2007, 6 ottobre 2007                  |
| Portogallo                  | Jorge Leiria                              | Só quero é cantar     | Portoghese | Festival da Canção Junior 2007                            |
| Romania                     | 4Kids                                     | Sha-la-la             | Rumeno     | Selecţia Naţională Eurovision Junior 2007, 24 giugno 2007 |
| Russia                      | Aleksandra Golovčenko                     | Otličnica             | Russo      | Junior EuroSong 2007, 3 giugno 2007                       |
| Serbia                      | Nevena Božović                            | Piŝi mi               | Serbo      | Izbor za dečju pesmu Evrovizije 2007, 7 ottobre 2007      |
| Svezia                      | Frida Sandén                              | Nu eller aldrig       | Svedese    | Stage Junior 2007, 31 agosto 2007                         |
| Ucraina                     | Ilona Galyc'ka                            | Urok glamuru          | Ucraino    | Nacvidbir 2007                                            |

## L'evento
La manifestazione si è svolta l'8 dicembre 2007 alle 20:15 CET; vi hanno gareggiato 17 paesi.
Negli interval acts si sono esibiti: Katie Melua, i Ch!pz e tutti i partecipanti che si sono esibiti con la common song One World.
| Nº | Stato       | Artista                                   | Brano                 | Punti | Posizione |
| -- | ----------- | ----------------------------------------- | --------------------- | ----- | --------- |
| 1  | Georgia     | Mariam Romelashvili                       | Odelia Ranuni         | 116   | 4         |
| 2  | Belgio      | Trust                                     | Anders                | 19    | 15        |
| 3  | Armenia     | Arevik                                    | Erazanq               | 136   | 2         |
| 4  | Cipro       | Giōrgos Iōannidīs                         | I mousikī dinei ftera | 29    | 14        |
| 5  | Portogallo  | Jorge Leiria                              | Só quero é cantar     | 15    | 16        |
| 6  | Russia      | Aleksandra Golovčenko                     | Otličnica             | 105   | 6         |
| 7  | Romania     | 4Kids                                     | Sha-la-la             | 54    | 10        |
| 8  | Bulgaria    | Bon-Bon                                   | Bonbonlandija         | 86    | 7         |
| 9  | Serbia      | Nevena Božović                            | Piŝi mi               | 120   | 3         |
| 10 | Paesi Bassi | Lisa, Amy & Shelley                       | Adem in, adem uit     | 39    | 11        |
| 11 | Macedonia   | Rosica Pilavkovikj & Dimitar Stojmenovski | Ding Ding Dong        | 111   | 5         |
| 12 | Ucraina     | Ilona Galyc'ka                            | Urok glamuru          | 56    | 9         |
| 13 | Svezia      | Frida Sandén                              | Nu eller aldrig       | 83    | 8         |
| 14 | Malta       | Cute                                      | Music                 | 37    | 12        |
| 15 | Grecia      | Made in Greece                            | Kapou berdevtīka      | 14    | 17        |
| 16 | Lituania    | Lina Joy                                  | Kai miestas snaudžia  | 33    | 13        |
| 17 | Bielorussia | Aljaksej Žyhalkovič                       | S druz'jami           | 137   | 1         |

12 punti
| N. | A           | Da                                                            |
| -- | ----------- | ------------------------------------------------------------- |
| 7  | Armenia     | Belgio, Cipro, Georgia, Paesi Bassi, Romania, Russia, Ucraina |
| 3  | Bielorussia | Lituania, Malta, Portogallo                                   |
| 2  | Macedonia   | Bulgaria, Serbia                                              |
| 2  | Serbia      | Macedonia, Svezia                                             |
| 1  | Cipro       | Grecia                                                        |
| 1  | Georgia     | Armenia                                                       |
| 1  | Russia      | Bielorussia                                                   |

## Portavoce
- Georgia: Nino Epremidze
- Belgio: Bab Buelens
- Armenia: Ani Sahakyan
- Cipro: Natalie Michael
- Portogallo: Clara Pedro
- Russia: Marina Knjazeva
- Romania: Iulia Ciobanu
- Bulgaria: Ljubomir Hadjiyski
- Serbia: Anđelija Erić
- Paesi Bassi: Kimberly Nieuwenhuizen (Rappresentante dello Stato al Junior Eurovision Song Contest 2006)
- Macedonia: Mila Zafirović
- Ucraina: Assol' Gumenjuk (Portavoce dello Stato nell'edizione precedente)
- Svezia: Molly Sandén (Rappresentante dello Stato al Junior Eurovision Song Contest 2006)
- Malta: Sophie DeBattista (Rappresentante dello Stato al Junior Eurovision Song Contest 2006)
- Grecia: Chloī Sofia Boletī (Rappresentante dello Stato al Junior Eurovision Song Contest 2006)
- Lituania: Indre Grikstelyte
- Bielorussia: Aljaksandr Rogačevskij

## Trasmissione dell'evento e commentatori
| Paese                | Emittente | Stazione             | Commentatori                      | Note |
| -------------------- | --------- | -------------------- | --------------------------------- | ---- |
| Armenia              | ARMTV     | ARMTV                | Gohar Gasparyan Felix Khachatryan |      |
| Australia            | SBS       | SBS Television       | Nessuno                           |      |
| Azerbaigian          | İTV       | İctimai TV           | Sconosciuto                       |      |
| Belgio               | VRT       | Één                  | Kristien Maes Ben Roelants        |      |
| Bielorussia          | BTRC      | Belarus 1 Belarus TV | Denis Kur'jan                     |      |
| Bosnia ed Erzegovina | BHRT      | BHRT                 | Dejan Kukrić                      |      |
| Bulgaria             | BNT       | Channel 1            | Elena Rosberg Georgi Kušvaliev    |      |
| Cipro                | CyBC      | CyBC                 | Kyriakos Pastidīs                 |      |
| Georgia              | GPB       | 1TV                  | Temo Kvirkvelia                   |      |
| Grecia               | ERT       | ERT                  | Marion Mīlidakī                   |      |
| Israele              | IBA       | IBA                  | Nessuno                           |      |
| Lituania             | LRT       | LTV 1                | Darius Uzkuraitis                 |      |
| Macedonia            | MRT       | MTV 1                | Milanka Rašik                     |      |
| Malta                | PBS       | TVM                  | Valerie Vella                     |      |
| Paesi Bassi          | AVRO      | AVRO                 | Marcel Kuijer                     |      |
| Portogallo           | RTP       | RTP1                 | Isabel Angelino                   |      |
| Romania              | TVR       | TVR1                 | Ioana Isopecu Alexandru Nagy      |      |
| Russia               | VGTRK     | Rossija 1            | Ol'ga Šelest                      |      |
| Serbia               | RTS       | RTS2                 | Duška Vučinić-Lučić               |      |
| Svezia               | TV4       | TV4                  | Adam Alsing                       |      |
| Ucraina              | NTU       | NTU                  | Timur Mirošnyčenko                |      |

## Stati non partecipanti
- Bosnia ed Erzegovina: dopo un'iniziale conferma, BHRT ha annunciato il proprio ritiro qualche settimana prima della manifestazione. Il suo posto al concorso è successivamente stato preso dalla Georgia.[6][7]
- Croazia: il 20 gennaio 2007, nonostante la candidatura per ospitare il concorso, HRT decide di ritirarsi dopo la penalità economica subita da parte dell'Unione europea di radiodiffusione (UER) per non aver trasmesso in diretta l'edizione precedente, oltre a citare le difficoltà economiche all'interno dell'emittente.[8]
- Spagna: l'8 luglio 2007, Francisco Javier Pons Tubio, direttore dell'emittente iberica TVE, ha annunciato il ritiro del paese dalla manifestazione poiché "promuove stereotipi che non condividiamo".[9]